# Brühl (Rhénanie-du-Nord-Westphalie)
Pour les articles homonymes, voir Brühl.
Brühl est une ville allemande faisant partie du land de Rhénanie-du-Nord-Westphalie située dans l'arrondissement de Rhin-Erft, à mi-distance entre Cologne et Bonn. La ville compte environ 45 000 habitants.
C'est la ville natale du peintre français d'origine allemande, Max Ernst. Il y a un musée consacré à son œuvre depuis 2005.

## Quartiers
La ville de Brühl est composée du centre-ville (Brühl Mitte, Brühl Süd et Brühl Nord) et à 23 580 habitants et est aussi composée des quartiers suivants :
- Vochem (5 286 hab.)
- Kierberg (4 423 hab.)
- Heide (1 541 hab.)
- Pingsdorf (4 639 hab.)
- Badorf (4 982 hab.)
- Eckdorf
- West
- Ost
- Schwadorf (1 693 hab.)

## Histoire
| Appartenances historiques Électorat de Cologne 953-1797 République cisrhénane (Roer) 1797-1802 République française (Roer) 1802-1804 Empire français (Roer) 1804-1813 Royaume de Prusse (Province de Juliers-Clèves-Berg) 1815-1822 Royaume de Prusse (Province de Rhénanie) 1822-1918 République de Weimar 1918-1933 Reich allemand 1933-1945 Allemagne occupée 1945-1949 Allemagne de l'Ouest 1949-1991 Allemagne 1991-présent |

## Lieux et monuments
- Le parc à thème de Phantasialand.

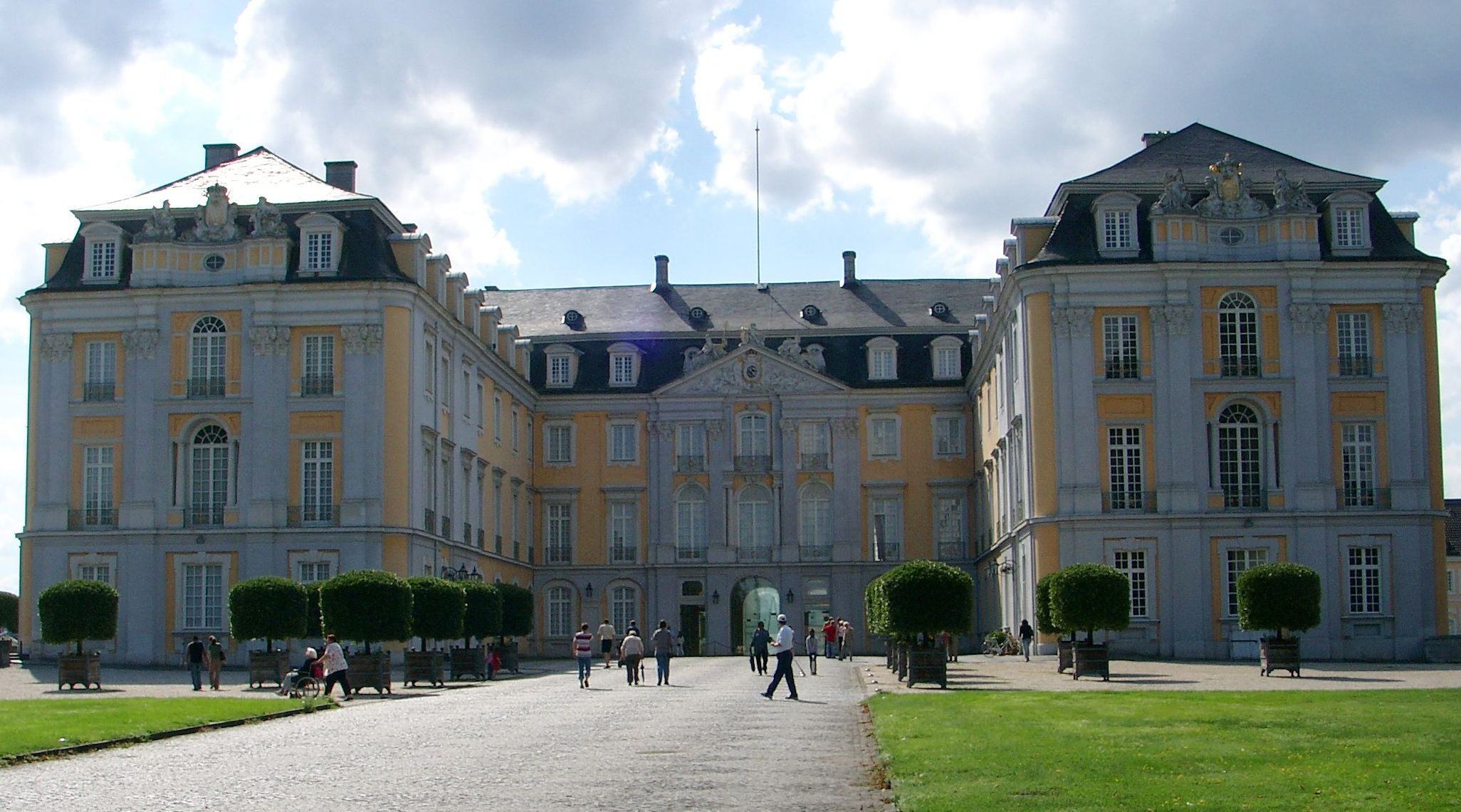
Le chateau de Brühl

- Les châteaux d'Augustusburg et de Falkenlust, inscrits au patrimoine mondial de l'UNESCO.
- Le musée Max Ernst, consacré à l'œuvre du peintre Max Ernst, né à Brühl en 1891

## Personnalités
- Ralph Manno, clarinettiste et professeur de clarinette né à Brühl en 1964
- Gregor Golland (1974-), homme politique né à Brühl.

## Galerie

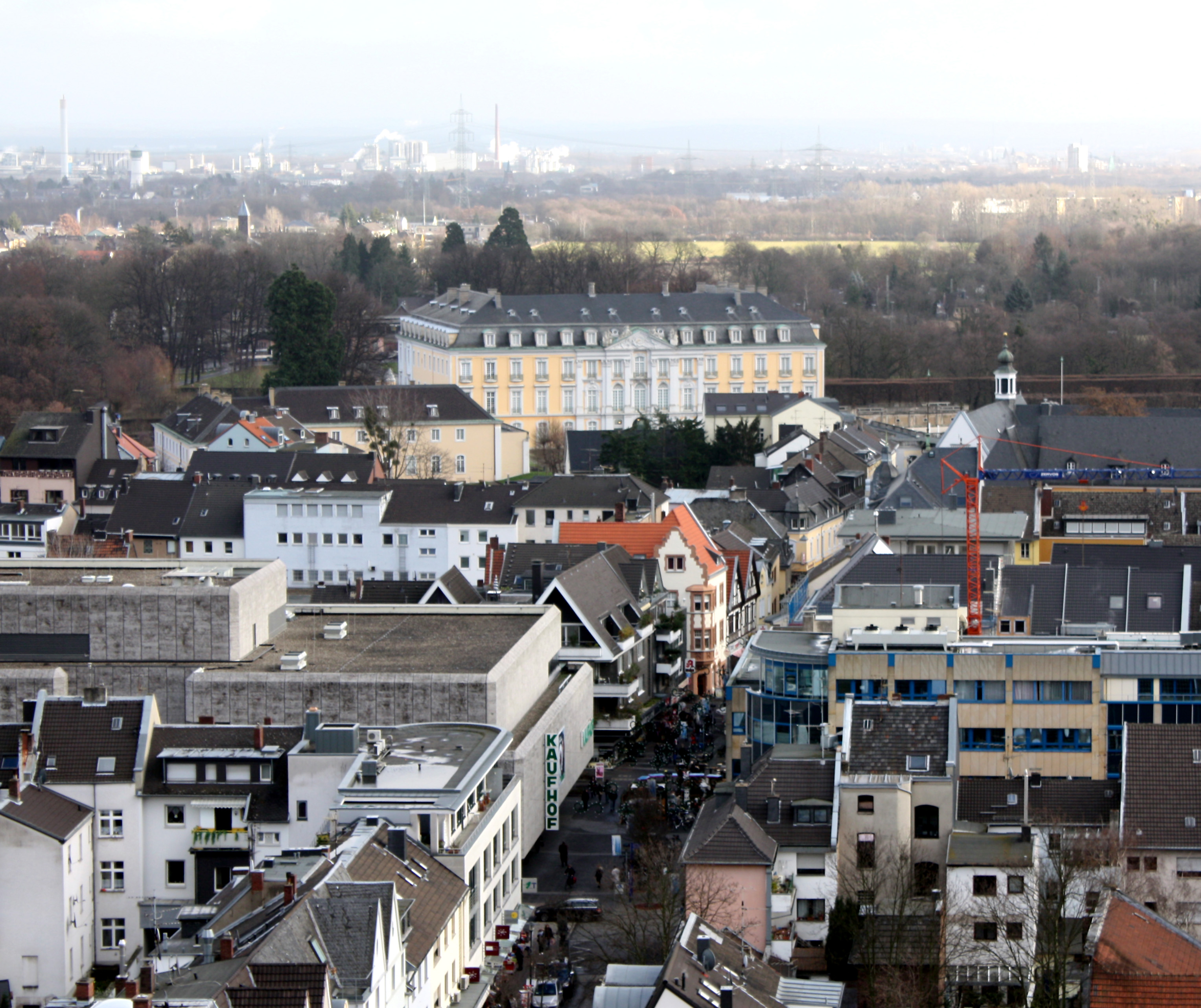
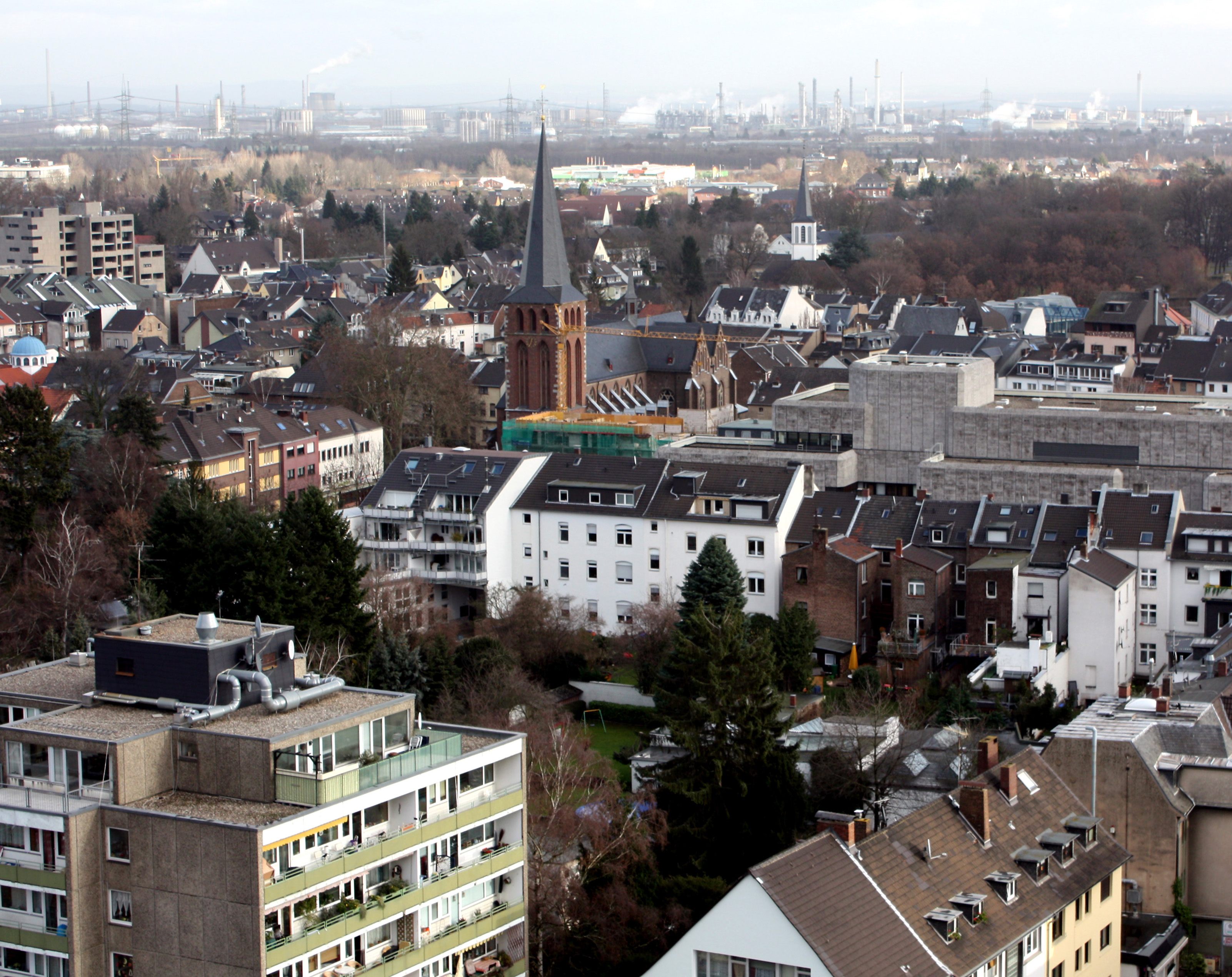
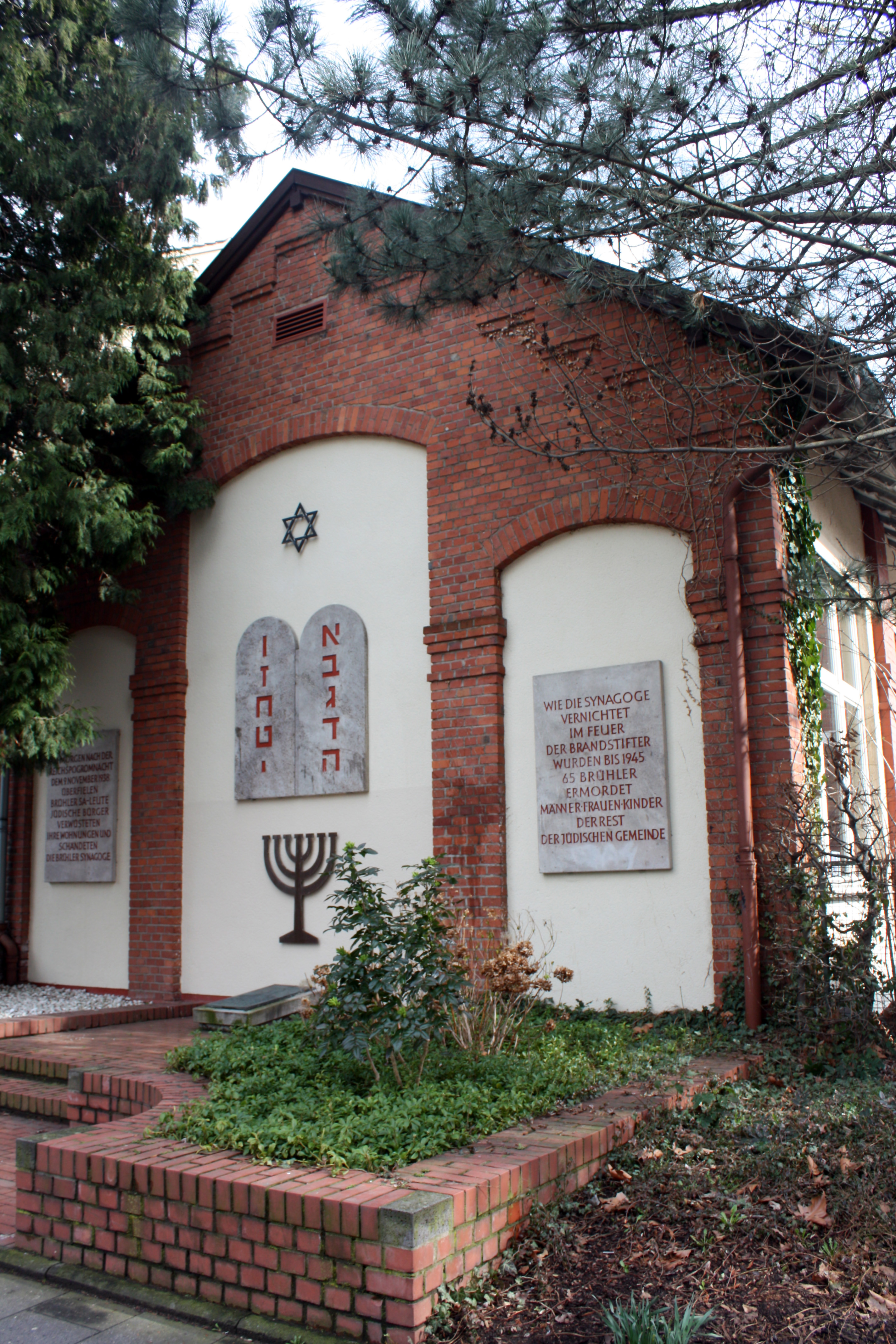
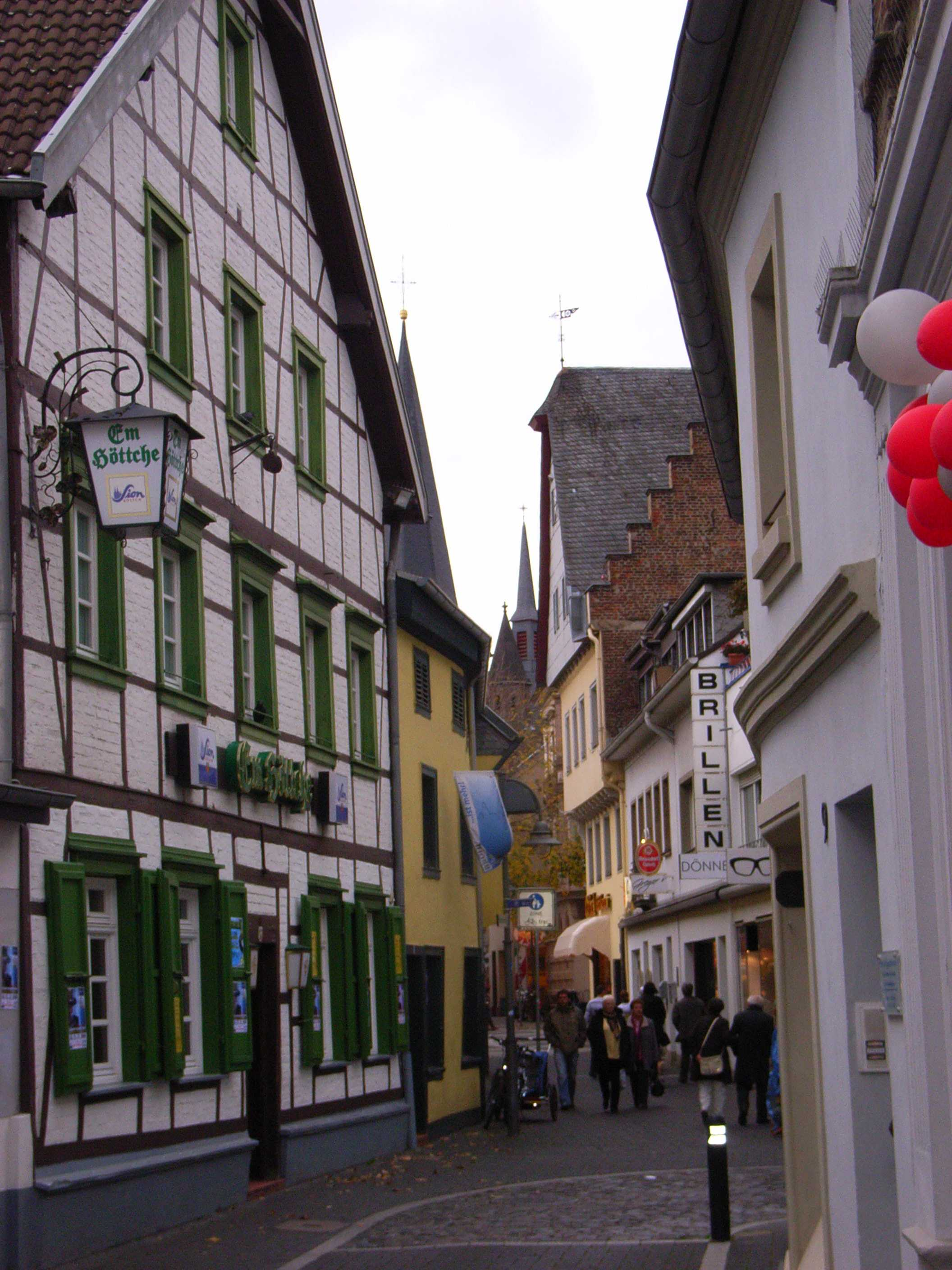
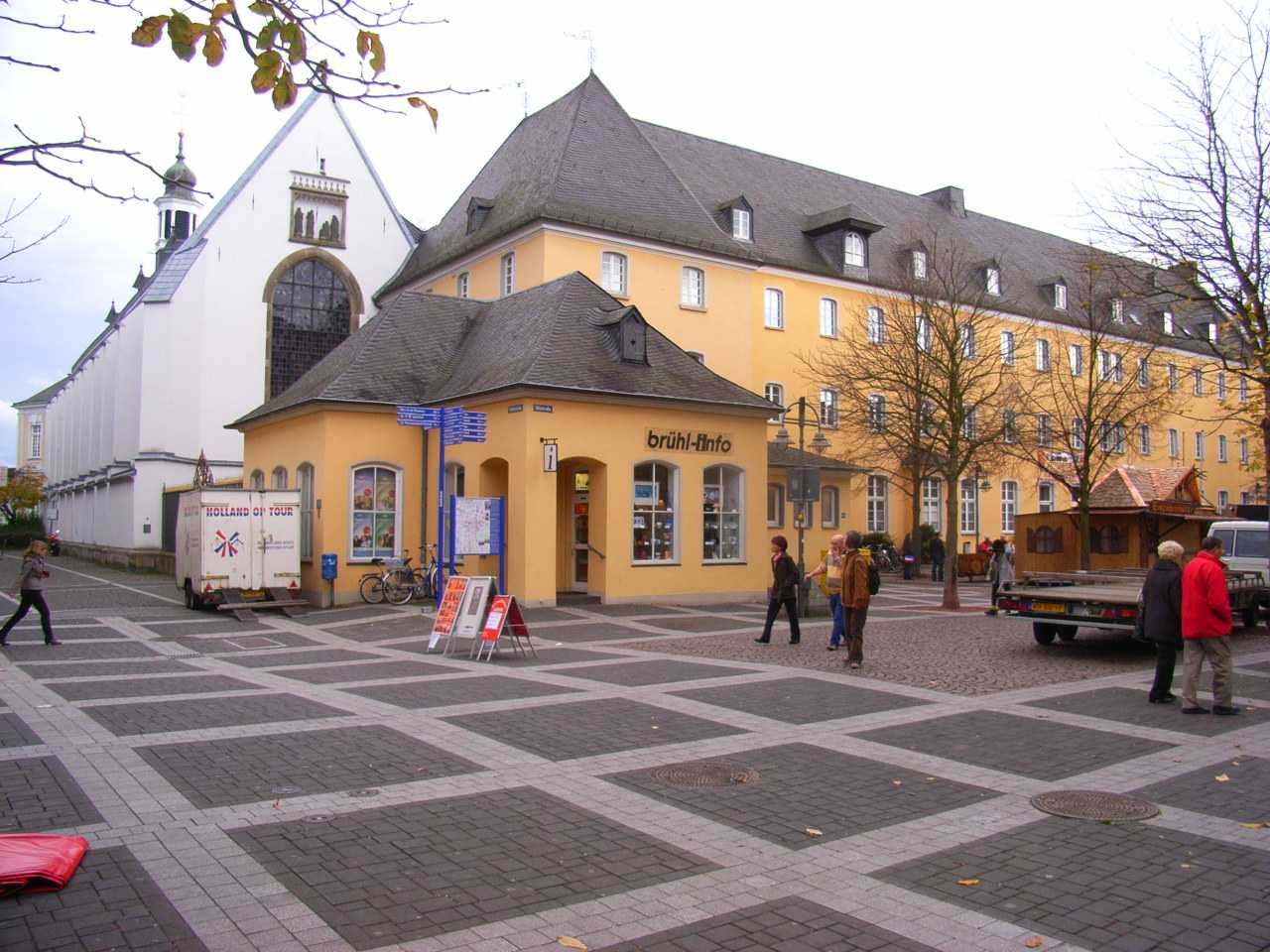
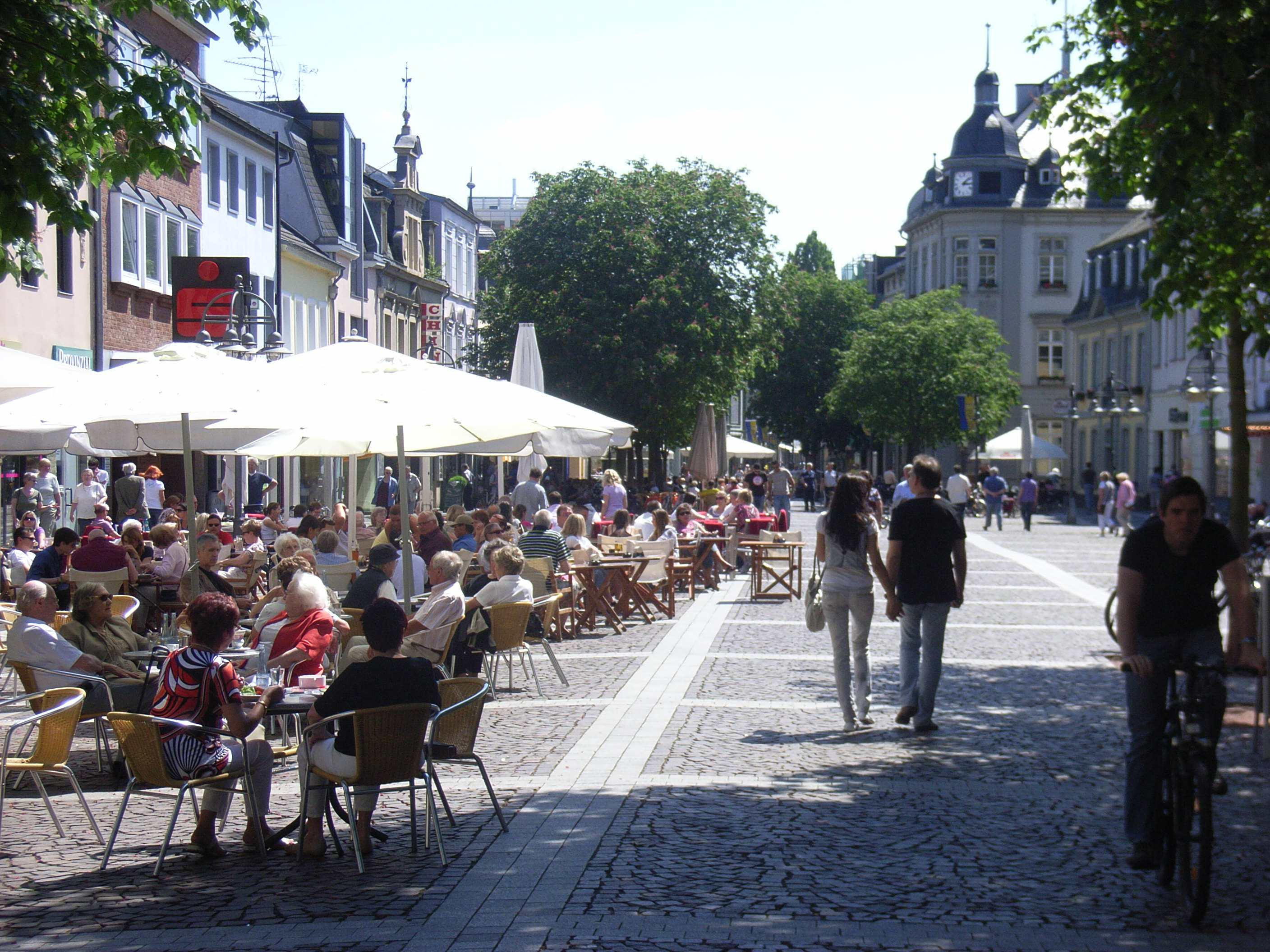
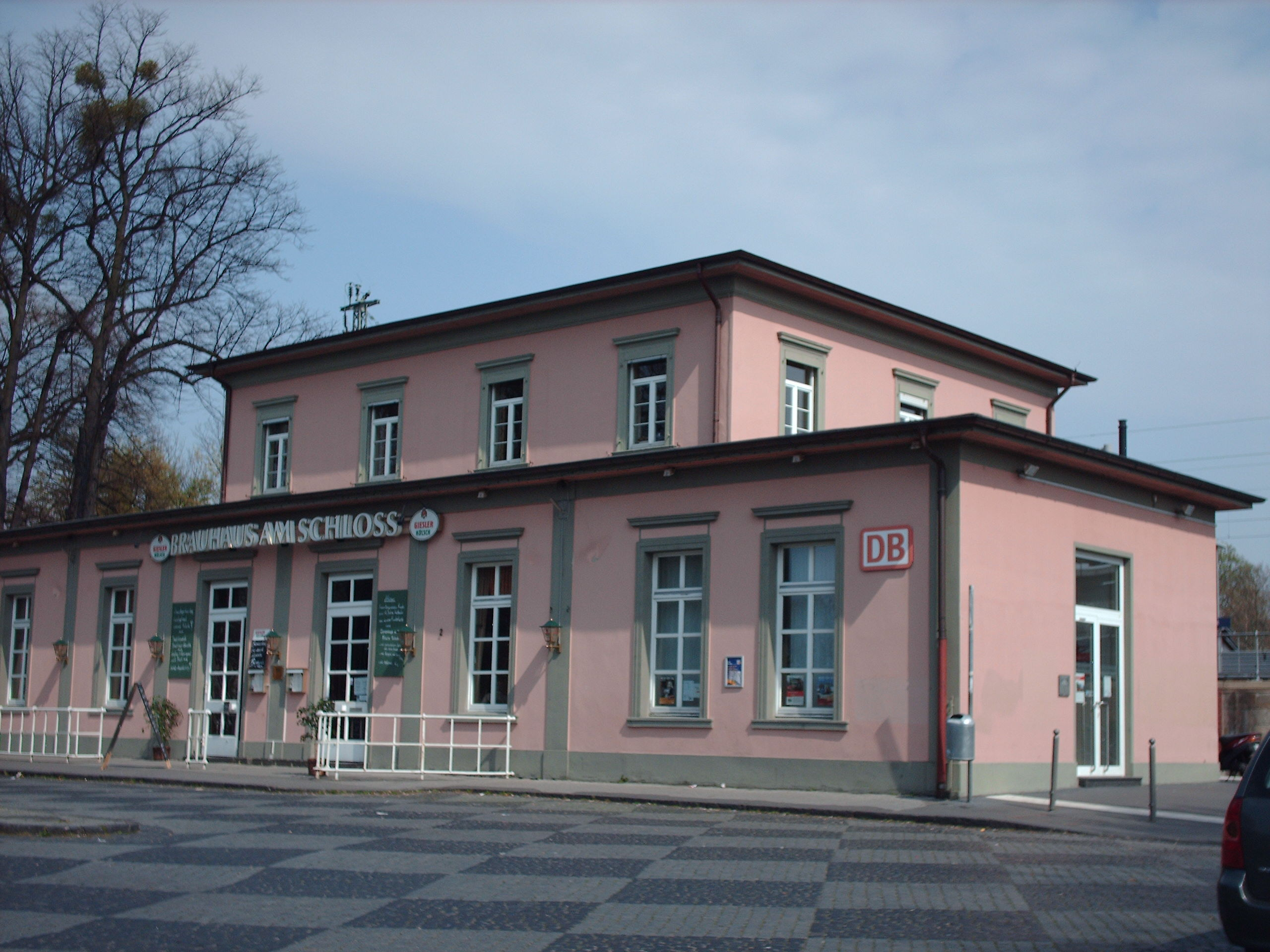
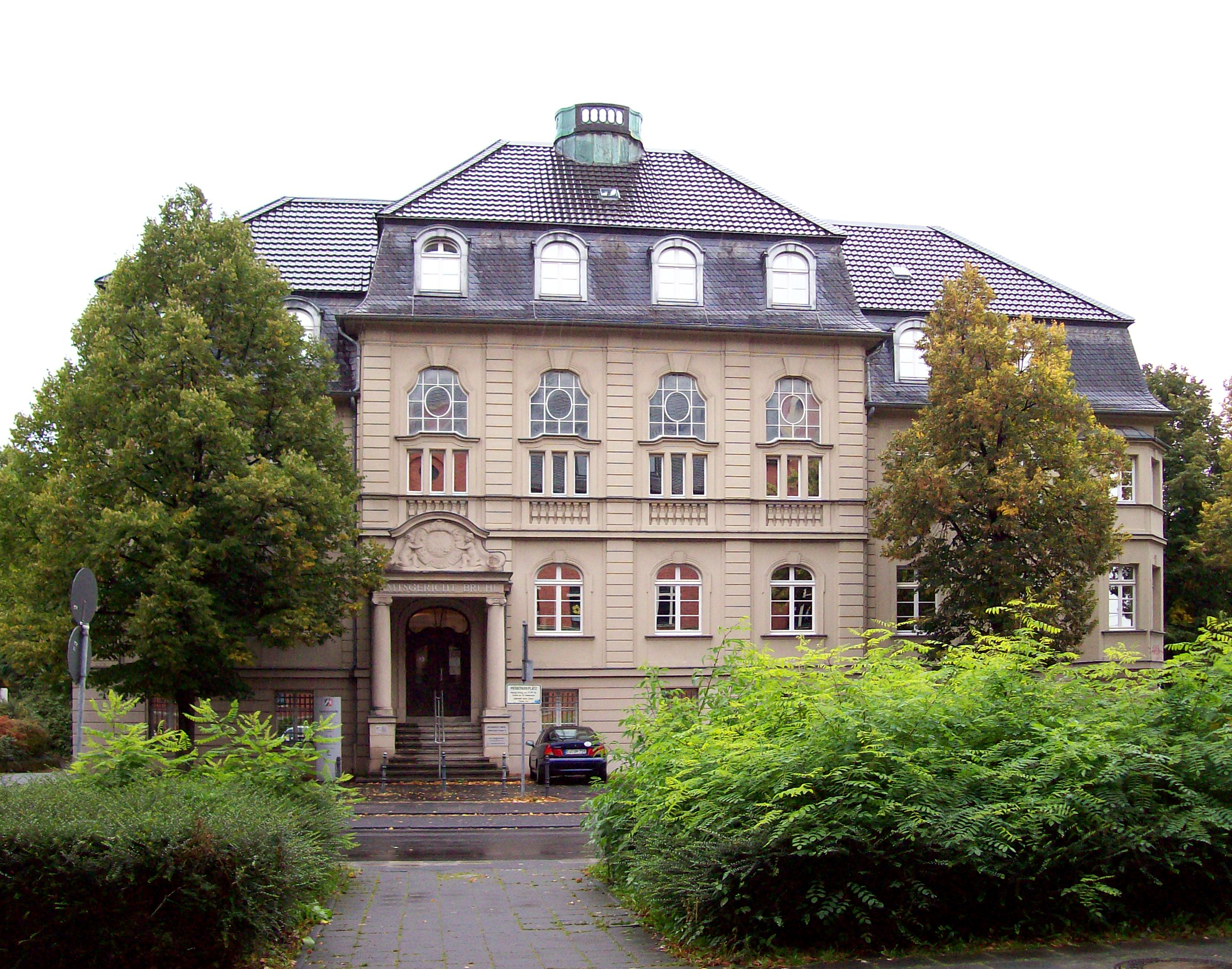
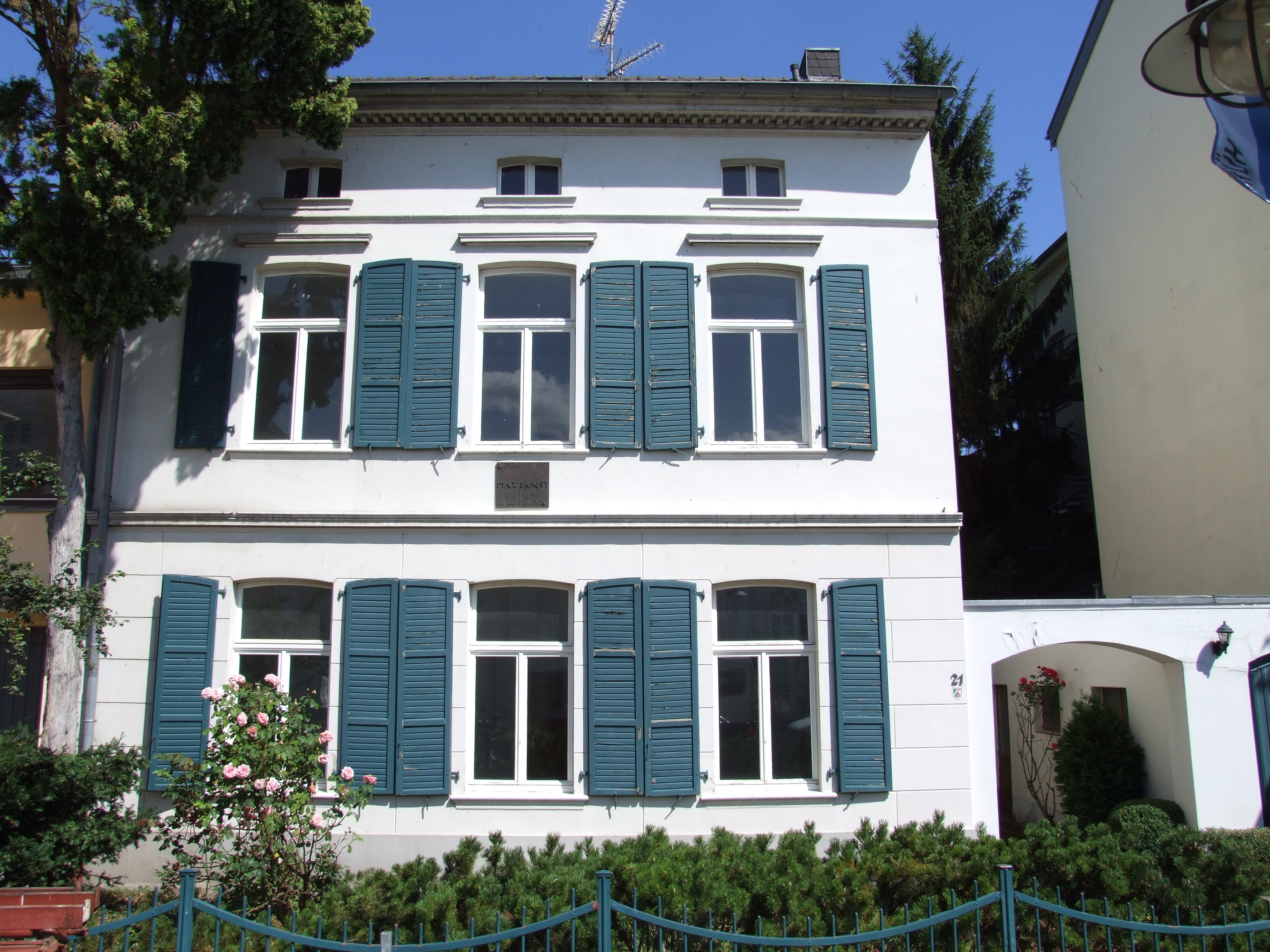
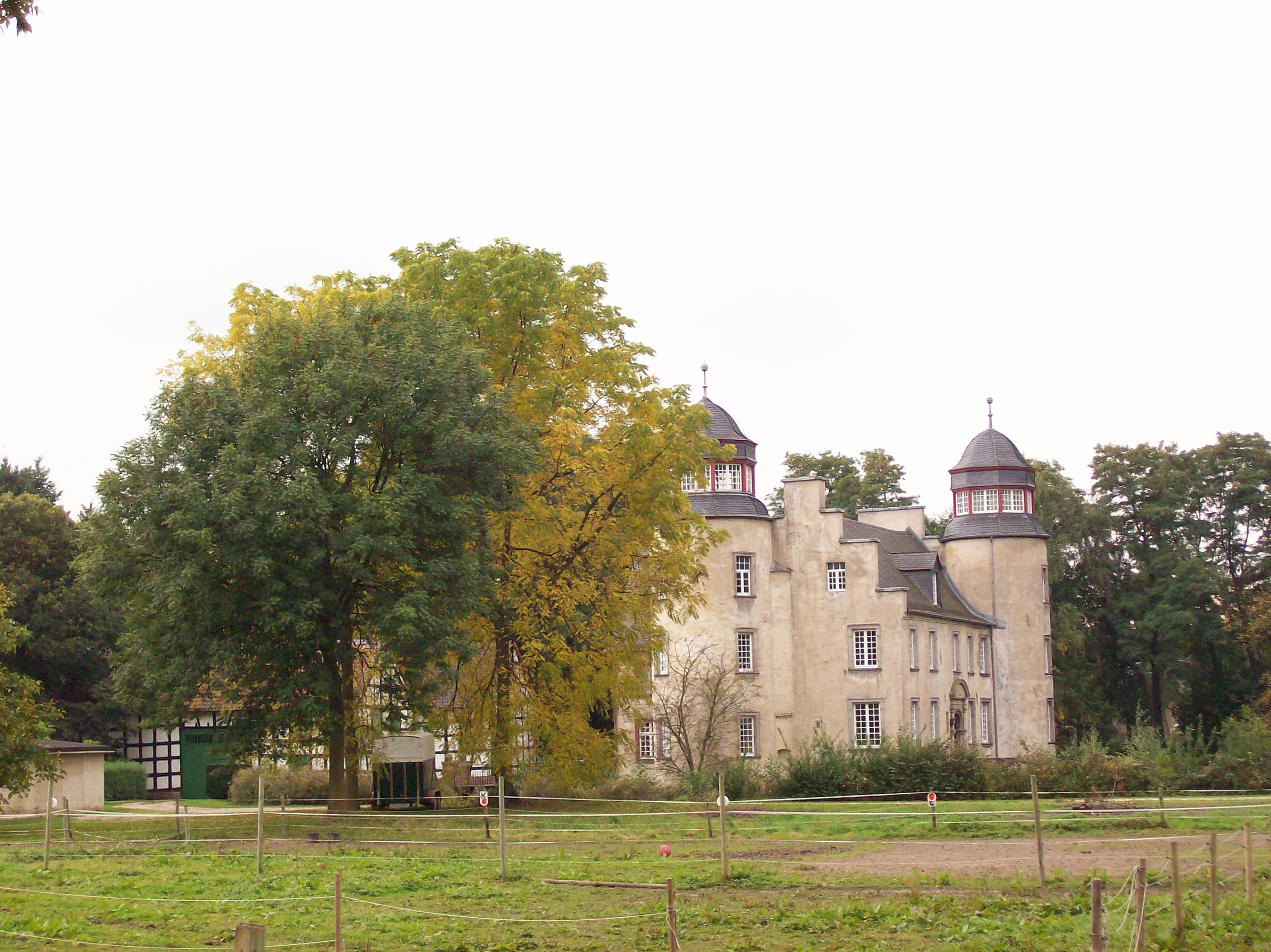
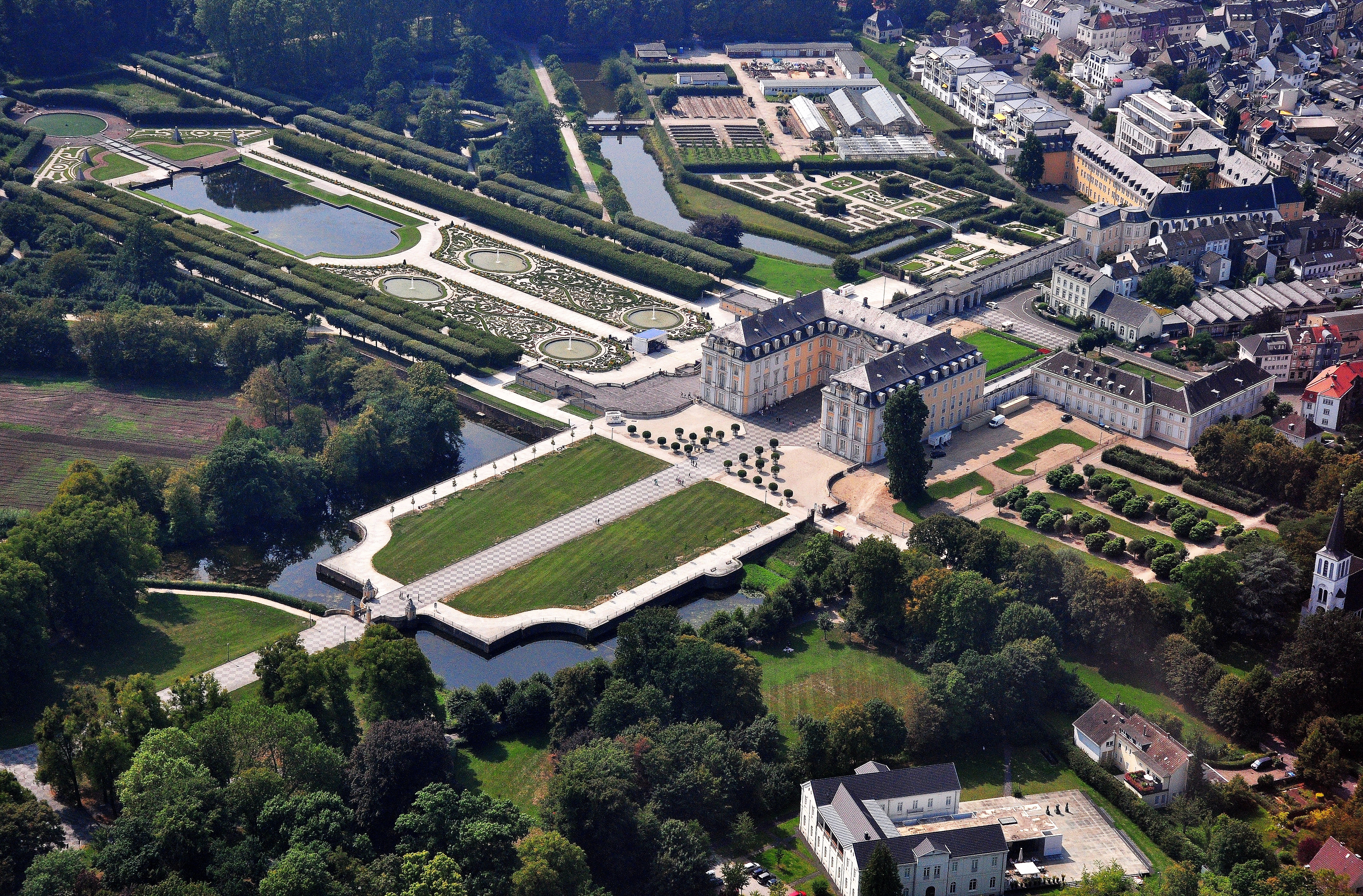

## Jumelage
- Sceaux (France)
- Leamington Spa (Angleterre)